# Adja Mariam Mahre Soro
Pour les articles homonymes, voir Soro.
Adja Mariam Mahre Soro est une écrivaine ivoirienne, scénariste, productrice d'animation et entrepreneuse dans le domaine de l'éducation. Elle est la fondatrice de la maison d'édition voyelles éditions et la propriétaire du studio de production de contenu audiovisuel studio kä. Elle est la directrice générale et la rédactrice en chef du magazine jeunesse Bulles,,.

## Biographie

### Origine, études et passion
Adja Mariam Mahre Soro est originaire de la Côte d'Ivoire. Elle a fait ses études aux États-Unis. Comptable de formation avec une expérience en comptabilité et en finance, Adja Mariam Mahre Soro a travaillé au sein du groupe de microfinance « advans » pendant trois ans en Côte d'Ivoire. Elle est passionnée par la culture africaine,,,.

### Voyelles éditions
En 2015, après avoir quitté son poste d'auditrice interne dans une entreprise, Adja Mariam Mahre Soro met en place « voyelles éditions », une maison d'édition avec une ligne éditoriale axée sur la jeunesse. Destinées à promouvoir les industries culturelles et créatives de la Côte d'Ivoire ainsi que de l'Afrique en général, voyelles éditions produit également des œuvres panafricaines distribué dans le monde avec pour objectif d'éveiller culturellement les enfants et d'aider les nouvelles générations à prendre conscience de leur patrimoine culturel,,,,.
En 2018, le 18 octobre, le magazine Bulles a été créé. Produit par voyelles éditions avec comme rédactrice en chef Adja Mariam Mahre Soro, ce magazine destiné à la jeunesse africaine lui présente son patrimoine historique et culturel,,,.

#### Studio Kä
En 2019, Adja Mariam Mahre Soro lance son deuxième projet, le studio kä, un studio de production. Le studio kä produit du contenu audiovisuel éducatifs animés. Ces réalisations sont par la suite diffusées sur des chaînes de télévision,,,,.

## Prix et distinctions
Adja Mariam Mahre Soro a obtenu plusieurs distinctions nationales et internationales telles que̪[réf. à confirmer]:
- 2014 : prix du jeune écrivain ivoirien
- 2016 : prix de l'entrepreneur social et culturel d’Afrique et moyen orient
- 2017 : prix de Mandela Washington Fellow et le prix des services CGECI
- 2018 : prix de l’initiative culturelle
- 2018 : prix d’excellence de la meilleure initiative féminine dans le numérique
- 2019 : prix Sisley
- 2021 : prix pour la série Les Contes de raya, prix au FESPACO et le prix du jury au festival « l’Afrique fait son cinéma » et du talent au Durban International Film Festival en 2021[3],[9]